# Wielcy Szambelanowie Francji
Wielki Szambelan Francji (franc. Grand chambellan de France), jeden z urzędów dworu królewskiego we Francji. Początkowo w jego kompetencji leżały sprawy mieszkania króla i jego odzieży. Z czasem zakres uprawnień Wielkiego Szambelana uległ rozszerzeniu. Od 1545 r. zajmował się królewskimi dokumentami, był obecny przy sądzie parów oraz rejstrował hołdy lenne. Podczas koronacji zapraszał parów duchownych do komnaty króla i uczestniczył w jego ubieraniu. Usługiwał królowi przy stole i uczestniczył w uroczystym budzeniu monarchy.
Symbolem urzędu były klucze do królewskich apartamentów. Każdy Wielki Szambelan posiadał za swoją właściwą tarczą herbową dwa skrzyżowane złote klucze. W hierarchii urzędów dworu królewskiej Wielki Szambelan znajdował się pomiędzy Wielkim Stolnikiem a Wielkim Koniuszym.

## Lista Wielkich Szambelanów
- ????–????: Alberyk de Dammartin
- 1196–????: Gautier de Villebon
- ????–????: Orson de Nemours
- ????–????: Georges de la Trémoïlle
- ????–1428: Gwidon IV de Damas de Couzan
- 1439–????: Jean de Dunois
- ????–????: Jean d’Allonville
- ????–1486: Franciszek I de Longueville
- 1486–????: René II Lotaryński
- 1504–1512: Franciszek II de Longueville
- 1512–1516: Ludwik I de Longueville
- 1519–1524: Klaudiusz de Longueville
- 1524–1537: Ludwik II de Longueville
- 1551–1562: Franciszek de Guise
- 1562–1589: Karol de Mayenne
- ????–1595: Henryk I de Longueville
- 1596–1621: Henryk de Mayenne
- 1621–1643: Klaudiusz de Chevreuse
- 1643–1654: Ludwik de Joyeuse
- 1655–1658: Henryk II de Guise
- 1658–1715: Godefroy-Maurice de La Tour d’Auvergne
- 1715–1728: Emmanuel Théodose de La Tour d’Auvergne
- 1728–1747: Charles-Godefroy La Tour d’Auvergne
- 1747–1775: Godefroy-Charles-Henri La Tour d’Auvergne
- 1775–1790: Henri-Louis-Marie de Rohan, książę de Montbazon
- 1815–1830: Charles-Maurice de Talleyrand-Périgord